# 샨카라 바리야르
샨카라 바리야르(Shankara Variyar (IAST : Śaṅkara Vāriyar) c. 1500 – c. 1560)는 케랄라 천문학 및 수학 학교(Kerala school of astronomy and mathematics)의 천문학자이자 수학자였다. 그의 가족은 현재는 오타팔람(Ottapalam) 근처의 트르쿠타벨리(Tṛkkuṭaveli)에 있는 사원에 고용된적있다.

## 같이 보기
- 닐라칸타 소마야지
- 제하데바